# Irish Open 1969
Die Irish Open 1969 im Badminton fanden vom 14. bis zum 15. Februar 1969 in der McCallum Hall in der Twaddell Avenue in Belfast statt.

## Sieger und Platzierte
| Disziplin    | Gold                           | Silber                     | Bronze                          |
| ------------ | ------------------------------ | -------------------------- | ------------------------------- |
| Herreneinzel | Ray Sharp                      | Roy Díaz González          | Peter Moore                     |
| Herreneinzel | Ray Sharp                      | Roy Díaz González          | Roger Mills                     |
| Dameneinzel  | Gillian Perrin                 | Mary Bryan                 | A. Clark                        |
| Dameneinzel  | Gillian Perrin                 | Mary Bryan                 | Margaret Boxall                 |
| Herrendoppel | David Eddy Roger Powell        | Roger Mills Tony Jordan    | Ray Sharp Ronnie Reddick        |
| Herrendoppel | David Eddy Roger Powell        | Roger Mills Tony Jordan    | Samuel Blair Cyril W. Wilkinson |
| Damendoppel  | Margaret Boxall Susan Whetnall | Mary Bryan Yvonne Kelly    | Lena McAleese Joan McCloy       |
| Damendoppel  | Margaret Boxall Susan Whetnall | Mary Bryan Yvonne Kelly    | Gillian Perrin A. Perrin        |
| Mixed        | Tony Jordan Susan Whetnall     | Roger Mills Gillian Perrin |                                 |

## Finalresultate
| Disziplin    | Sieger                         | Finalist                   | Ergebnis           |
| ------------ | ------------------------------ | -------------------------- | ------------------ |
| Herreneinzel | Ray Sharp                      | Roy Díaz González          | 15–11, 7–15, 15–11 |
| Dameneinzel  | Gillian Perrin                 | Mary Bryan                 | 11–3, 6–11, 11–3   |
| Herrendoppel | David Eddy Roger Powell        | Roger Mills Tony Jordan    | 15–8, 15–8         |
| Damendoppel  | Margaret Boxall Susan Whetnall | Mary Bryan Yvonne Kelly    | 15–3, 15–10        |
| Mixed        | Tony Jordan Susan Whetnall     | Roger Mills Gillian Perrin | 15–14, 15–13       |